# Daemon cebrionoides
Daemon cebrionoides is een keversoort uit de familie Ptilodactylidae. De wetenschappelijke naam van de soort is voor het eerst geldig gepubliceerd in 1896 door Fairmaire.